# Calopinace
A Calopinace vagy más néven Fiumara della Cartiera egy olaszországi folyó. Az Aspromonte-hegységből ered, átszeli Reggio Calabria városát, majd a Messinai-szorosba ömlik. A ókori görögök Apsias néven ismerték. Medre az évszázadok során változott, napjainkban a folyó várost átszelő szakasza mesterséges csatornába van terelve.